# Azem Syla
Azem Syla (* 5. April 1951 in Kišna Reka bei Glogovac, SFR Jugoslawien, heute Kosovo) ist ein ehemaliger kosovarischer Politiker.
Syla promovierte 2006 in Politikwissenschaft am Leibniz University Institute of Arts and Science in Santa Fe (New Mexico). Während des Kosovokriegs 1998 bis 1999 war er Generalstabschef der Befreiungsarmee des Kosovo. Nach dem Krieg war er Verteidigungsminister Kosovos. Im Dezember 2010 wurde er in das Parlament der Republik Kosovo gewählt.
1994 war er mit seiner Ehefrau und seinen drei Kindern in die Schweiz gereist wo er Asyl bekam. 2012 wurde der in der Schweiz wohnhafte Syla wieder aus dem Land geschafft. Das Verwaltungsgericht Solothurn schrieb in seinem Urteil vom Februar 2012, dass der damals in der Schweiz wohnhafte Syla «das hiesige Sozialsystem über Jahre hinweg in erheblicher Weise ausgenutzt oder gar missbraucht» habe. Dabei handelt es sich um «zu Unrecht» bezogene Ergänzungsleistungen in der Höhe von 426'000 Schweizer Franken. 2014 stellte die Staatsanwaltschaft das Verfahren gegen Syla ein, der Vorwurf, Ergänzungsleistungen erschlichen zu haben, ließe sich nicht erhärten.
Im April 2016 wurde Syla im Kosovo verhaftet. Die kosovarische Staatsanwaltschaft wirft ihm vor, Anführer einer Bande im Korruptionsbereich von 38 Kriminellen zu sein, die Immobilien im Wert von 30 Millionen Euro ergaunert hatte. Beim Tatvorwurf handelt es sich um Bestechung, Geldwäscherei, Betrug, Amtsmissbrauch, Dokumentenfälschung und Steuerhinterziehung. Syla trat in der Folge aus dem kosovarischen Parlament zurück. Seitdem prüft die Solothurner Staatsanwaltschaft eine Wiederaufnahme des Verfahrens wegen Betrugs, da Syla die ihm im Kosovo vorgeworfenen Delikte bereits ab 2006 verübt haben soll und er zu dieser Zeit offiziell im Raum Solothurn lebte und noch für fünf Jahre Sozialleistungen bezog.
Syla wird mit Menschenrechtsverletzungen in Verbindung gebracht, 2010 schrieb der Schweizer Dick Marty in einem Bericht, Syla habe während des Kosovokrieges Mord und Folter in Auftrag gegeben, er sei eine Schlüsselfigur bei mehreren Kriegsverbrechen gewesen. Es wurde gegen ihn ermittelt, zu einem Urteil kam es nie.